# Francesc Cuesta Gómez
Francesc Cuesta Gómez (València, 26 de maig de 1889-València 23 de maig del 1921) va ser un pianista, músic i compositor valencià. Tot i ésser força desconegut, la seva música és de factura magnífica amb una harmonització avançada. Va ser un capdevanter en introduir recursos estilístics propis de l'impressionisme i del jazz. Va partícipar al nacionalisme musical d'aquesta època.
Va néixer en una família benestant, quasi cec des del naixement. El seu pare, de professió farmacéutic, tenia un taller de fabricació de cilindres de fonògraf i discs de gramòfon. Va estudiar a l'Institut Nacional de Cecs de València, on aviat va ensenyar als altres alumnes tocar instruments de corda. Del 1903 al 1909 va estudiar al Conservatori de València. Ja d'adolescent va escriure les seves primeres composicions per a piano, però poc abans de morir va demanar a son pare de destruir aquestes partitures, perquè trobava que no corresponien al seu veritable art.
En el seu primer període (1906-1919) va compondre principalment obres de piano i d'orquestra a cordes. Després es va dedicar al lied. Tenia encara molts projectes i obres inacabades, quan el 23 de maig del 1921 a l'edat de només trenta-dos anys va morir en unes poques hores d'una congestió pulmonar. El 1981 es va fundar a València un grup de músics de vent que va prendre el nom «Quintet Cuesta» en honor de Francesc Cuesta. El 2008, per primera vegada es va gravar un disc completament dedicat a l'obra d'autor, interpretada pel pianista Ricardo Roca i la soprano Marta Mathéu.

## Obres destacades
Composicions
- Serenata (1906), per a piano, també en versió per a trío de cordes
- Cançó d'amor que torna (1909), lletra de Faust Hernández Casajuana, en valencià
- Los granaderos (1913) per a banda
- Cuadros de antaño (1915), suite per a orquestra
- Impressions de la horta valenciana (1917), suite per a orquestra de cordes
- Cançó Valenciana (1919), per a piano, estrenada per Amparo Iturbi
- Motiu poètic (1920), lletra de Francesc Puig i Espert

Discografia
- Cuesta, Francesc; Roca, Ricardo (piano); Mathéu, Marta (soprano). Obra para piano - Tres canciones. vol.5 Patrimonio Musical Valenciano .  IVM, 2010.